# Olympische Sommerspiele 1900/Schwimmen – Unterwasserschwimmen
Der Schwimmwettkampf im Unterwasserschwimmen der Männer bei den Olympischen Spielen 1900 in Paris wurde am 12. August 1900 ausgetragen. Es war die erste und bis heute einzige Austragung des Wettbewerbs. Olympiasieger wurde Charles de Vendeville aus Frankreich. Silber gewann sein Landsmann André Six und Bronze ging an Peder Lykkeberg aus Dänemark.
In diesem Wettbewerb gab es zwei Punkte für jeden zurückgelegten Meter und einen pro Sekunde unter Wasser.

## Ergebnisse
| Rang | Athlet                | Nation          | Zeit       | Distanz | Punktzahl |
| ---- | --------------------- | --------------- | ---------- | ------- | --------- |
| 1    | Charles de Vendeville | Frankreich      | 1:08,4 min | 60,00 m | 188,4     |
| 2    | André Six             | Frankreich      | 1:05,4 min | 60,00 m | 185,4     |
| 3    | Peder Lykkeberg       | Dänemark        | 1:30,0 min | 28,50 m | 147,0     |
| 4    | De Romand             | Frankreich      | 50,2 s     | 47,50 m | 145,2     |
| 5    | Léon Tisserand        | Frankreich      | 48,0 s     | 30,75 m | 109,5     |
| 6    | Hans Aniol            | Deutsches Reich | 30,0 s     | 36,95 m | 103,9     |
| 7    | Menault               | Frankreich      | 38,4 s     | 32,50 m | 103,4     |
| 8    | Louis Marc            | Frankreich      | 32,0 s     | 34,00 m | 100,0     |
| 9    | Pierre Peyrusson      | Frankreich      | 29,6 s     | 31,00 m | 91,6      |
| 10   | Paul Kaisermann       | Frankreich      | 56,8 s     | 16,10 m | 89,0      |
| 11   | Jean Leclerq          | Frankreich      | 28,0 s     | 30,00 m | 88,0      |
| 12   | Chevrand              | Frankreich      | 32,0 s     | 20,00 m | 72,0      |
| 13   | Alois Anderle         | Österreich      | 22,4 s     | 23,50 m | 69,4      |
| 14   | Eucher                | Frankreich      | 23,0 s     | 21,50 m | 66,0      |